# カモメ e.p.
「カモメ e.p.」（カモメ イーピー）は、日本のロックバンド、9mm Parabellum Bulletの4枚目のEP。2011年9月7日発売。

## 解説
「Cold Edge e.p.」以来、約2年振りとなる通算4枚目のEPである。
表題曲は、4枚目のフルアルバム『Movement』収録の「カモメ」を、別バージョンでシングルカットしたもの。バンドのシングルおよびEPでは初のシングルカットになっている。
本作には、2012年1月末までの期間限定特典として「トリガーディスク」という仕掛けが施されている。この特典は、CDをパソコンに入れてネットに接続することで購入者のみがアクセスできる特設サイトが表示され、期間内の毎月9日（2011年9月9日、10月9日、11月9日、12月9日、2012年1月9日）に計5コンテンツが追加されるようになっている。

## 収録曲
1. カモメ (Strings Version)
  - 作詞：菅原卓郎　作曲：滝善充　Strings Arrangement：四家卯大、滝善充
  - KBCラジオ『栗善の今夜のあてといいちこと』テーマ曲。
  - シングルカットにあたって前奏とストリングスが追加されており、原曲よりも演奏時間が長くなっている。
  - ミュージック・ビデオが制作されている。ただし、メンバーの演奏シーンは無く、ダンサーの入手杏奈が踊る映像と背景の影絵のみの構成となっている。
2. 56-Minute Live Track From "Movement Moment Tour 2011"
  - 2011年7月4日から9月30日にかけて開催されたライブツアー「Movement Moment Tour 2011」のツアーから3ヶ所[2]の音源が選曲されている。曲目は以下の通り。

  1. Survive
  2. Living Dying Message
  3. Trigger
  4. Invitation
  5. Bone To Love You
  6. The Revenge of Surf Queen
  7. 荒地
  8. Cold Edge
  9. Endless Game
  10. Sector
  11. Heat-Island
  12. Vortex
  13. We are Innocent
  14. Scenes
  15. Termination
  16. Black Market Blues
  17. Punishment
  18. 新しい光

期間限定特典「トリガーディスク」
- 第1弾
  - Live Track From "Movement Moment Tour 2011" At 2011.09.09 Zepp Fukuoka